# Tatort: Atahualpa
Atahualpa ist ein österreichischer Fernsehkrimi von Renate Eibel aus dem Jahr 1987. Er entstand als 199a. Folge der Kriminalreihe Tatort. Er gehört zu den 13 Folgen, die vom ORF außerhalb der offiziellen Tatort-Reihe ohne die ARD produziert und in der Erstausstrahlung nur in Österreich gesendet wurden.

## Handlung
Der Peruaner Savala reist nach Wien und checkt im Hotel „Atlantis“ ein. Dort wird er vom Portier des Hotels, Walter Blau, beobachtet. Abends verlässt er das Hotel und kontaktiert Konrad, den Besitzer des peruanischen Restaurants Atahualpa, unterdessen durchsucht Blau das Zimmer des Peruaners und stiehlt dessen Schuhe. Aus den Sohlen schneidet er später Kokainpakete heraus. Savala bemerkt bei seiner Rückkehr den Diebstahl einiger Pakete, stellt aber fest, dass der Großteil des Kokains in einem Geheimfach seines Koffers noch da ist. Er trifft sich mit Konrad zu Übergabe des Kokains. In der folgenden Nacht wird Savala erschossen in einem Industriegebiet aufgefunden. Pfeifers Kollegen stellen fest, dass der Mann nach seinem Tod dorthin transportiert wurde. Pfeifer und Hollocher suchen das „Atlantis“ auf, Blau zeigt den Beamten das Zimmer von Savala. Die Beamten finden sein Notizbuch und dadurch heraus, dass Savala bereits achtmal in Wien war und stets im „Atlantis“ abgestiegen ist. Auch in Deutschland hielt er sich öfters auf und traf sich dort unter anderem mit einem Büringer. Hollocher wird abends aufgrund einer im Hotelzimmer Savalas gefundenen Streichholzschachtel auf das „Atahualpa“ aufmerksam.
Blau entsorgt am nächsten Morgen in der Donau die Schuhe von Savala, auf der Rückfahrt verursacht er unter Drogeneinfluss einen Unfall, bei dem er unverletzt bleibt. Er fühlt sich zwischen dem Prüfungsdruck im Studium und seinem Job als Nachtportier aufgerieben. Pfeifer und Winter suchen Konrad im „Atahualpa“ auf, dieser behauptet, Savala nie gesehen zu haben. Sie vermuten, dass der Mord an Savala mit Kokain aus Südamerika zu tun haben könnte. Unterdessen ergeben die kriminaltechnischen Untersuchungen, dass Savala nicht in seinem Hotelzimmer getötet wurde. Pfeifer kontaktiert die Kollegen vom Drogendezernat, die das „Atahualpa“ ebenfalls schon ins Visier genommen haben, und vereinbaren eine Zusammenarbeit, diese bleibt zunächst erfolglos. Pfeifer und Winter suchen Konrad auf und treffen dort dessen Frau an. Diese ist nervös und schickt zunächst ihren Liebhaber Albert Petrik, einen Angestellten ihres Mannes, weg. Sie gibt sich ahnungslos und behauptet, dass ihr Restaurant absolut seriös sei. Konrad feiert unterdessen ungeniert eine Kokain-Party im „Atahualpa“. Pfeifer hat mittlerweile die Unterlagen der Düsseldorfer Kollegen erhalten, wo Savala sich auch des Öfteren aufgehalten hatte. Dort wurde Büringer wegen Kokainhandels verhaftet. Unter den in Düsseldorf Verhafteten war seinerzeit auch ein junger Mann, der offensichtlich ein Bekannter von Blau ist. Es handelt sich um den vorbestraften Robert Sommer, den die Drogenfahndung daraufhin aufsucht, in seiner Wohnung finden die Beamten Haschisch, weswegen sie ihn mitnehmen.
Pfeifer und Hollocher suchen unterdessen Blau auf, der ihnen aber die Tür nicht öffnet. Im Präsidium streitet Sommer ab, etwas mit der Kokainszene zu tun zu haben, er habe zudem zur Tatzeit ein Alibi, das sich allerdings nicht überprüfen lässt. Pfeifer und Hollocher suchen Blau im Hotel auf und befragen ihn, ob er Sommer oder Büringer kenne, worauf Blau nur ausweichend antwortet. Winter informiert Pfeifer, dass wahrscheinlich Büringer seine Komplizen per Strafanzeige habe auffliegen lassen, um gut aus der Kokainnummer herauszukommen. Pfeifer gibt eine Großfahndung nach Büringer heraus, in dem er Konrads Angestellten Petrik erkannt hat. Konrad gibt sich vor Pfeifer und Hollocher ahnungslos über die kriminelle Vergangenheit Petriks. Robert Sommer wird unterdessen auf freien Fuß gesetzt. Nachdem die Beamten gegangen sind, fährt Konrad zu einem geheimen Treffpunkt, wo er eine unbekannte Person trifft. Blau versucht unterdessen, sein von Savala gestohlenes Kokain zu verkaufen und kommt mit einem Gerhard ins Geschäft. Pfeifer und sein Team ermitteln, dass sich Savala alle zwei Monate für genau zwei Tage in Wien aufgehalten hat, was dafür spricht, dass er feste Abnehmer für sein Kokain hatte. Pfeifer setzt alles daran, an Albert Petrik alias Büringer zu kommen, da dieser die einzige ihm bekannte Person ist, die Savala sicher gekannt hat. Nach einer Verfolgungsjagd kann Albert Petrik am nächsten Morgen gestellt werden, er sagt aus, dass sein Chef Konrad Savala umgebracht habe.
Pfeifer und sein Team führen mit der Unterstützung weiterer Beamter eine Hausdurchsuchung durch, bei der sie nur Frau Konrad antreffen. Sie stellen Unterlagen sicher, nach denen Konrad in den letzten Tagen zweimal eine halbe Million Schilling von seinem Konto abgehoben hatte. In diesem Augenblick erhält Pfeifer einen Anruf, dass Konrad erschossen in seinem Auto aufgefunden wurde. Albert Petrik alias Büringer bestreitet den Mord. Er sagt aus, dass Konrad in Notwehr auf Savala geschossen habe, weil dieser glaubte, Konrad und Petrik hätten einen Teil seines Stoffs gestohlen und deshalb durchgedreht sei. Das Kokain habe allerdings jemand anderes gestohlen. Gerhard sucht unterdessen Blau auf, um von ihm das Kokain zu kaufen. Blaus Freundin hat allerdings das Kokain gestohlen und ist damit verschwunden, Gerhard fühlt sich betrogen und attackiert Blau. Kurz bevor Pfeifer und Hollocher eintreffen, nimmt Gerhard sein Geld wieder an sich und verschwindet, die Beamten treffen in der Wohnung lediglich den verängstigten Blau an. Hollocher findet zwei Flugtickets nach Barcelona, die auf Blau und seine Freundin Irene Fiala ausgestellt sind. Im Schlafzimmer finden die Beamten die Tatwaffe, mit der Konrad erschossen wurde. Blau beteuert, damit nichts zu tun haben, Irene sei die Täterin und habe ihn hereingelegt. Pfeifer kann Fiala im letzten Moment am Flughafen festnehmen, als diese sich ins Ausland absetzen will.

## Produktion
Atahualpa war der insgesamt sechste Tatort-Fall um Oberinspektor Pfeifer, allerdings waren nur drei der insgesamt acht Folgen offizielle Tatort-Folgen der ARD-Reihe. Die übrigen wie auch diese Produktion waren alleinige des ORF. Diese eigenen ORF-Produktionen wurden auch nur in Österreich in Erstausstrahlung gezeigt. Die Folge Atahualpa wurde nie in Deutschland ausgestrahlt.